# 東武バスセントラル西柏営業事務所

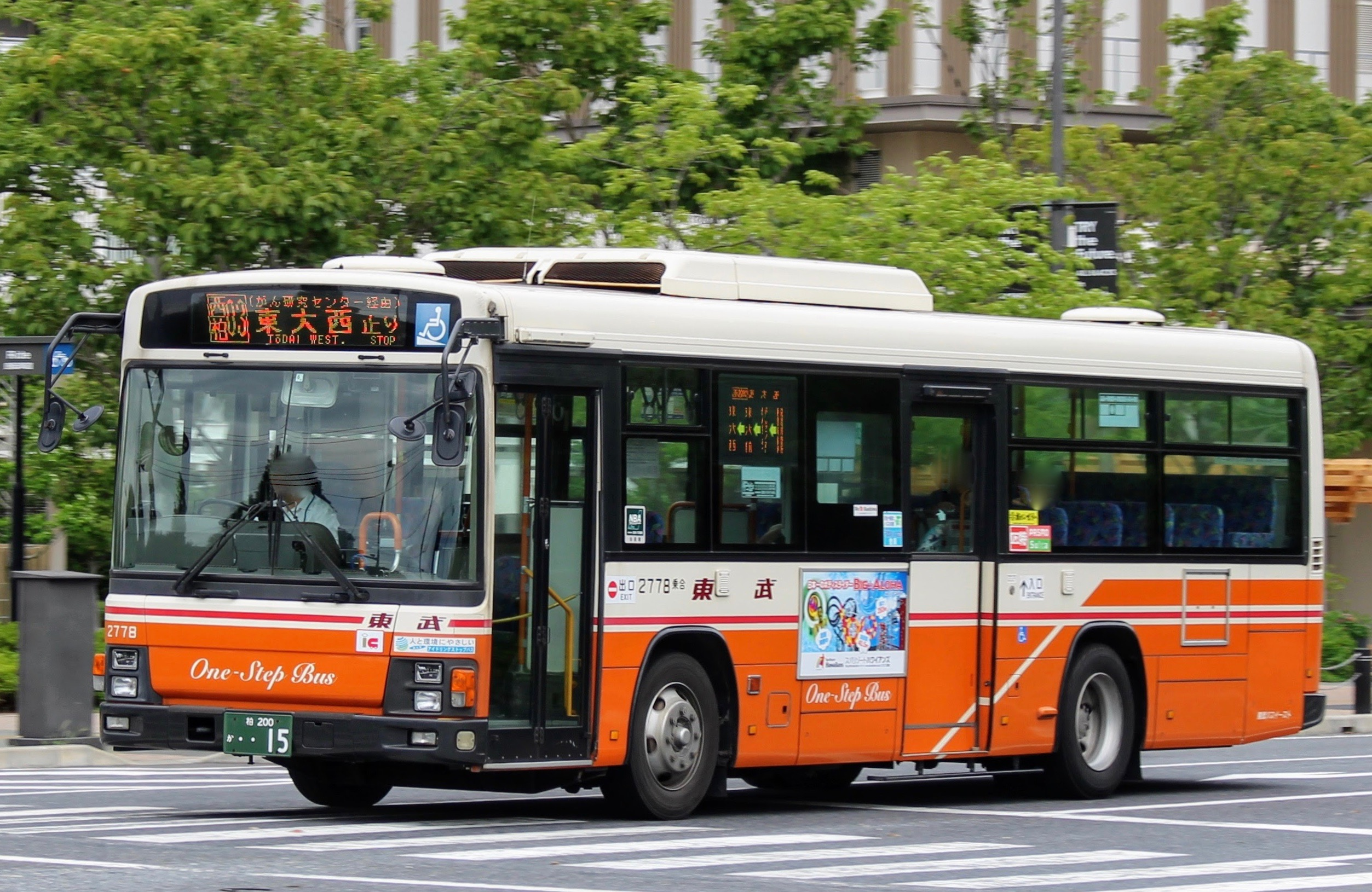
一般路線で使用される大型路線車

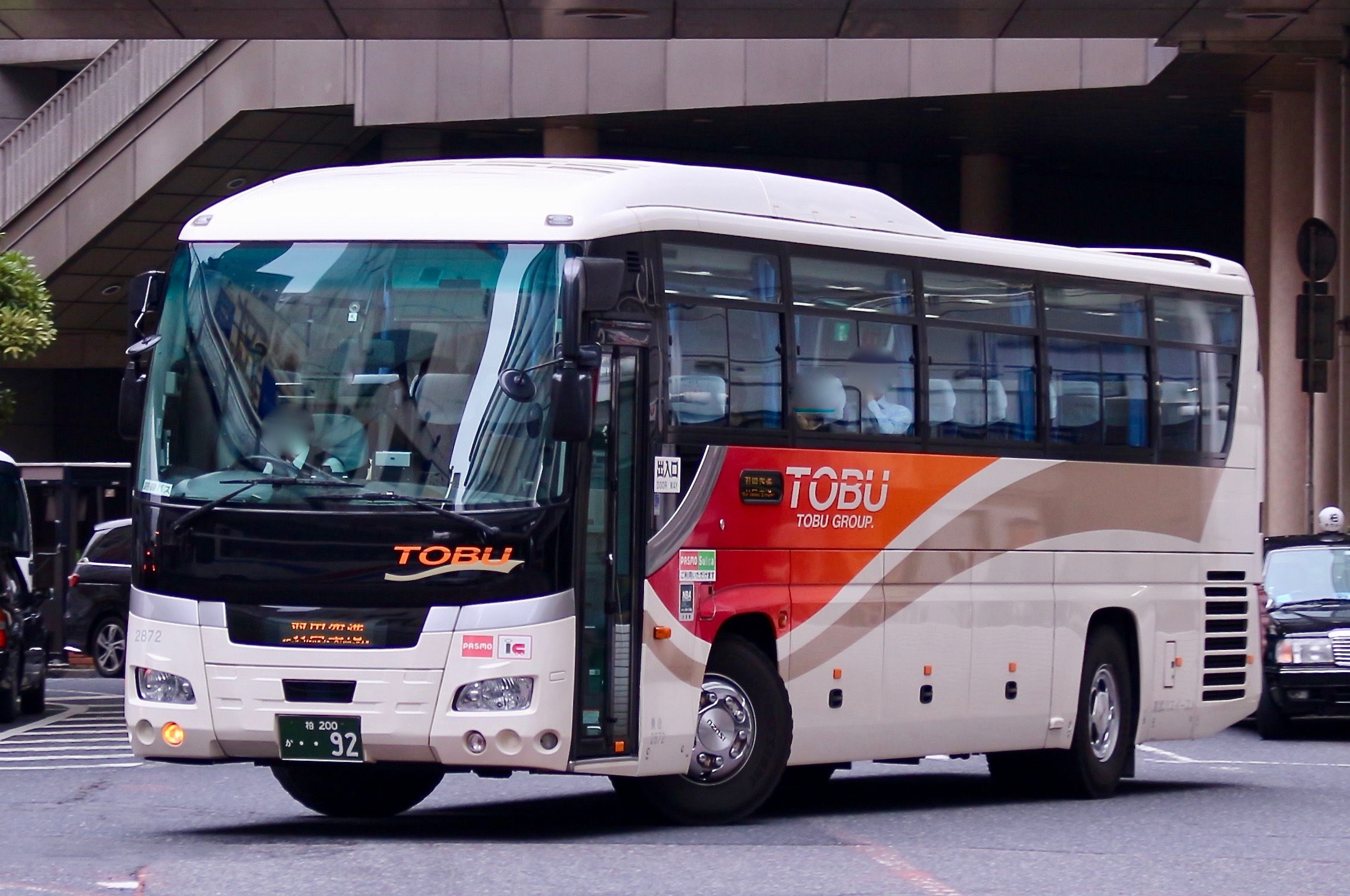
高速バスで使用される高速車

東武バスセントラル西柏営業事務所（とうぶバスセントラルにしかしわえいぎょうじむしょ）は、東武バスセントラルの営業所。

## 概要
かつては東武バスイースト西柏営業事務所であったが、2021年10月1日付で東武バスセントラルが東武バスイーストを吸収合併したことに伴い、同日付で東武バスセントラル株式会社の営業所となった。
所属車両のナンバーは柏ナンバー（柏ナンバー誕生以前は野田ナンバー←習志野ナンバー）である。傘下に柏市の南部を主な営業エリアとする沼南営業所を持つ。なお、一部路線が野田市・我孫子市・松戸市を通るが、一般路線バスの停留所は松戸市は1箇所のみ、我孫子市は柏市との境界付近に1箇所のみ（下りの停留所が柏市、上りの停留所が我孫子市にある）であり、野田市は後述する柏13系統のみの運行である。
2011年（平成23年）度の輸送人員は1日平均31,109人。この数字は、同年度における東武バス3社（イースト・セントラル・ウエスト）の各営業所中で一番多い。

### 所在地
- 千葉県柏市高田字上野台子1345
  - 最寄りの停留所は「高田車庫」がある。

## 沿革
- 1982年（昭和57年）11月 - 柏営業所（現在は沼南営業所）に西柏出張所が設置される。
- 1986年（昭和61年）5月 - 西柏営業所に昇格。
- 2001年（平成13年）10月 - 傘下の野田出張所が、同じく東武系列の茨城急行自動車に移管。
- 2002年（平成14年）4月 - 東武鉄道のバス事業分社化により、地域運行子会社の東武バスイースト株式会社が設立し、東武バスイースト西柏営業事務所となる。
- 2008年（平成20年）3月8日 - 沼南営業所と共にICカードPASMOを導入。
- 2011年（平成23年）12月4日 - 前日の12月3日に柏レイソルがJリーグ（J1）優勝したことを受け、優勝報告会のため急遽柏駅西口に交通規制が入り、臨時バス停が設けられた[3]。
- 2021年（令和3年）10月 - 地域運行子会社の東武バスセントラル株式会社が東武バスイースト株式会社を合併し、東武バスセントラル西柏営業事務所となる[1]。

## 現行路線
柏駅西口をターミナルとして、鉄道駅へのアクセスが困難な地域を結ぶ路線を中心に、過去には茨城県内や埼玉県内へ至る路線も存在した。しかし、近年では分社化等で路線網が縮小。2005年のつくばエクスプレス開業は営業エリア内の環境を大きく変化させ、開業を期に大規模な路線再編が行われた。循環路線が多く、その殆どが13時台と14時台を境に循環する方向が異なる系統があるのが特徴である。

### 一般路線バス

#### 豊四季台団地線
- 柏01 柏駅西口 → 東葛高校前 → 団地センター前 → 向原住宅 → 柏駅西口 （豊四季台団地循環・ - 14時）
- 柏01 柏駅西口 → 向原住宅 → 団地センター前 → 東葛高校前 → 柏駅西口 （豊四季台団地循環・14時 - ）

柏駅から豊四季台団地内を循環して柏駅に戻る路線で、始発から14時まで東葛高校前先回り、それ以降は向原住宅先回りで運行される。平日のみ深夜バスが運行されていたが、2023年3月24日で廃止された。
- 柏41 柏駅西口 → 東葛高校前 → 団地センター前 → 三間 → 高田車庫

入庫1本のみで、柏01と違って柏駅西口2番のりばから発車する。2023年3月24日までは深夜バスとして運行されていたが、同年3月27日からは運行時間が30分程度早まり、深夜バスではなくなる。

#### 市内循環線
- 柏02 柏駅西口 → 向原住宅 → 三間 → 高田小学校入口 → 南翁原 → 松ヶ崎 → 柏駅西口 （市内循環・ - 14時）
- 柏02 柏駅西口 → 松ヶ崎 → 南翁原 → 高田小学校入口 → 三間 → 向原住宅 → 柏駅西口 （市内循環・14時 - ）
- 柏02 柏駅西口 → 松ヶ崎 → 南翁原 → 高田小学校入口 （最終便）

柏市内を循環する路線で、始発から14時まで三間（さんげん）先回り、それ以降は松ヶ崎先回りとなる。柏駅発の終バスのみ高田小学校入口止まりとなる。

#### 市立柏高校線
- 柏03 柏駅西口 - 北柏駅入口 - 布施入口 - 市立柏病院 - 花野井木戸 - 柏たなか駅東口 - 小青田 - 市立柏高校
- 柏03 柏駅西口 - 北柏駅入口 - 布施入口 - 花野井木戸 - 柏たなか駅東口 - 小青田 - 市立柏高校
- 柏03 柏駅西口 - 北柏駅入口 - 布施入口 - 市立柏病院 - 花野井木戸 - 柏たなか駅東口
- 柏03 柏駅西口 - 北柏駅入口 - 布施入口 - 花野井木戸 - 柏たなか駅東口
- 柏03 柏たなか駅東口 → 小青田 → 市立柏高校（平日朝のみ）

柏駅西口から北柏駅・花野井・柏たなか駅を経由して、市立柏高校に至る路線。2018年4月に停留所名称の改名が実施され、「柏市立高校入口」「柏市立高校」の各停留所は「市立柏高校入口」「市立柏高校」に改名され、2025年4月には「市立柏高校入口」は「北部クリーンセンター入口」に改名された 。基本的には市立柏高校まで乗り入れているが、朝夕の便を中心に柏たなか駅発着の区間便がある。また、日中のみ市立柏病院の構内まで乗り入れる。
- 柏12 柏駅西口 → 香取台 → （国道16号経由） → 小青田 → 市立柏高校

平日朝の通学時間帯に片道1本のみ運行される。国道16号線を経由し、他系統との併走区間以外には途中停留所がなく、高校までの急行便といえる。 柏03では約40分で設定されている柏駅西口 - 市立柏高校の所要時間も、当系統では約30分で設定されている。

#### 柏駅西口 - 富勢方面
- 柏04 柏駅西口 - 北柏駅入口 - 布施入口 - 土谷津入口 - 布施弁天
- 柏11 柏駅西口 - 北柏駅入口 - 布施入口 - 土谷津入口 - 三井団地
- 柏17 柏駅西口 - 北柏駅入口 - 布施入口 - 土谷津入口 - あけぼの山農業公園

柏駅西口より北柏駅入口を経由して富勢方面に至り、土谷津入口より分岐して各方面に向かう。布施弁天およびあけぼの山公園・あけぼの山農業公園方面に至便な路線だが、柏04・柏11・柏17いずれも1日1往復ずつしか運行されず、事実上の免許維持路線である。ただし、あけぼの山公園の観光シーズン（桜およびチューリップの見頃である4月、農業公園まつり開催の10月など）には柏駅からの直行バスも運行される。三井団地やあけぼの山公園方面へは、我孫子駅北口発着の阪東自動車あけぼの線が主流となっている。
2025年4月1日に柏17が新設され、前述の阪東自動車あけぼの線同様にあけぼの山農業公園まで向かう形となるが、これまで柏04・柏11いずれも5往復ずつの1日10往復だったものが、柏17をあわせても3往復と大幅減便となった。

#### 若柴線
- 柏05 柏駅西口 → 香取台 → 若柴 → 松ヶ崎 → 柏駅西口（国道先回り・若柴循環）
- 柏09 柏駅西口 - 松ヶ崎 - 若柴 - 柏の葉キャンパス駅東口
- 柏09 柏駅西口 - 松ヶ崎 - 若柴

柏05は、柏駅西口より呼塚交差点を通り、国道16号線に入り、若柴を経由して、松ヶ崎を通り、柏駅西口への循環バスである。循環バスではあるが、国道先回りのみの片方向のみの運行である。逆に松ヶ崎を先に経由する便として、元々は柏09が補完する形となっていたが、柏09は両方向の運行である。本路線沿いには、柏警察署（須賀停留所・松ヶ崎停留所）やモラージュ柏（香取台停留所・寿町停留所）・柏消防署（消防署前停留所）などがある。また、松ヶ崎周辺住民の交通の便として多くの利用客がいる。元々は柏05が中心であったが、2020年11月2日ダイヤ改正により、柏09を中心とした運行に変更となり、柏05は1時間に1,2本程度の運行に変更されている。

#### 免許センター線
- 柏06 柏駅西口 → 気象大学前 → 富士見橋 → 八木中学校前 → 流山高等学園前 → 免許センター
- 柏06 免許センター → 八木中学校前 → 流山高等学園前 → 富士見橋 → 気象大学前 → 柏駅西口
- 柏06 柏駅西口 - 気象大学前 - 富士見橋 - 八木中学校前 - 流山セントラルパーク駅 - 流山駅東口
- 柏16 柏駅西口 - 気象大学前 - 富士見橋 - 免許センター

柏駅から流山市にある流山運転免許センターへ向かう路線で、流山駅東口発着は1日4往復のみ設定されている。柏06系統の免許センター発着便は、往復とも八木中学校前→団地坂下→流山高等学園前(流山市古間木地区)を右方向にループ運行したのち各方面に向かう。
1999年の流山運転免許センターの開設から長年に渡り免許センター発着便は全便が流山市古間木地区を経由していたが、2023年3月27日のダイヤ改正で、上記地区を経由しない柏16が新設された。このダイヤ改正後は、柏駅と免許センター間は大半の便が柏16として運行され、流山市古間木地区を経由する柏06系統は概ね1〜2時間に1本程度の運行に縮小された。
- 西柏08 南柏駅西口 - 免許センター - 免許センター南 - 南流山駅
- 西柏08 南柏駅西口 - 免許センター
- 西柏08 免許センター南 - 南流山駅
  - 2005年8月24日 : つくばエクスプレス開業による路線改変で柏07(南柏駅〜八木中学校前〜流山駅線および南柏駅〜免許センター線)が路線新設
  - 2009年3月1日：西柏08(南柏駅〜免許センター〜南流山駅)、西柏09(南流山駅〜宮園循環)が路線新設[10]
  - 2014年10月20日:西柏09が路線変更を行い、南流山駅〜宮園循環から南流山駅〜セントラルパーク駅の路線に変更される。
  - 2024年11月18日:柏07廃止により、西柏08、09系統が減便された。[11]

南柏駅から流山市にある流山運転免許センターを経由し、南流山駅へ至る路線。南柏駅発車後国道6号を走行するが、この区間に途中のバス停はない。西柏08系統は折返場をもつ免許センターを境に、両方向に区間便が設定されている。なお、西柏08系統の免許センター南 - 南流山駅間の一部区間に隘路が存在するため、西柏08・09系統は原則としていずれも小型車で運行される。

#### 西平井線
- 西柏09 南流山駅 - 西平井 - 流山セントラルパーク駅

もともと西柏09系統は南流山駅 - 宮園循環線が名乗っていたが、この路線が廃止 されると、この系統番号を引き継いで新たに流山セントラルパーク駅行きが開通した。全体的に道路状況はいいが、西柏08系統と一体となった運用となっており、西柏08系統同様に小型車で運行される。なお、2024年11月18日のダイヤ改正で、1日2往復に減便された。

#### 北柏ライフタウン線
北柏ライフタウン線は、北柏駅発着の北柏01系統が長らく当営業所の主力路線となっていたが、2021年9月1日より沼南営業所に移管され、現在は柏08系統のみを管轄している。
- 柏08 柏の葉キャンパス駅東口 → 松葉町七丁目 → 松葉中学校前 → 北柏ライフタウン → ライフタウン中央 → 柏の葉キャンパス駅東口 （ライフタウン循環・ - 14時）
- 柏08 柏の葉キャンパス駅東口 → ライフタウン中央 → 北柏ライフタウン → 松葉中学校前 → 松葉町七丁目 → 柏の葉キャンパス駅東口 （ライフタウン循環・14時 - ）
- 柏08 柏の葉キャンパス駅東口 - ライフタウン中央 - 北柏ライフタウン - 松葉中学校前 - 松葉町七丁目 （始発・最終）

北柏ライフタウン内を循環する北柏01系統の兄弟的な路線で、始発から14時まで松葉中学校前先回り、以降はライフタウン中央先回りとなる。始発と最終のそれぞれ一本は松葉町七丁目発着となる。2024年11月18日のダイヤ改正で柏10とともに減便された。

#### 東急柏ビレジ線
- 柏10 柏の葉キャンパス駅東口 - 花野井木戸 - 東急柏ビレジ

柏の葉キャンパス駅から東急柏ビレジに至る路線。
- 柏14 柏駅西口 - 北柏駅入口 - 布施入口 - 市立柏病院 - 花野井木戸 - 東急柏ビレジ
- 柏14 柏駅西口 - 北柏駅入口 - 布施入口 - 花野井木戸 - 東急柏ビレジ
- 柏14 北柏駅 - 北柏駅入口 - 布施入口 - 市立柏病院 - 花野井木戸 - 東急柏ビレジ
- 柏14 北柏駅 - 北柏駅入口 - 布施入口 - 花野井木戸 - 東急柏ビレジ

常磐線の各駅より東急柏ビレジに至る路線で、朝の一部便が北柏駅折り返しとなる。日中のみ市立柏病院の構内まで乗り入れる。平日のみ北柏駅から深夜バスがあったが、2019年12月6日をもって運行を終了した。

#### 野田梅郷住宅循環線
もともと東武バスでは柏駅 - 野田市駅の便をはじめとして、野田市内にも多くの路線を有していたが、路線の廃止や子会社への譲渡が続いた。その結果、現在では野田市内に乗り入れる唯一の路線となった。 
- 柏13 柏たなか駅西口 → 瀬戸中央 → 梅郷十二号緑地 → ショッピングセンター前 → 二ツ塚 → 野田梅郷住宅入口 → 電建第一住宅 → 木野崎入口 → 灰毛 → 瀬戸中央 → 柏たなか駅西口 （平日昼の1便）

柏13系統は、柏たなか駅から野田市にある梅郷住宅へ向かう路線。なお、梅郷住宅からは茨急バスが梅郷駅までの路線を運行しており、こちらは1時間に2本程度が確保されている。
2014年1月に、2014年7月31日をもってこの路線を廃止すると発表していた。しかし2014年5月に、利用状況などを理由に、比較的利用がされている朝・夜各1便のみに減便はするものの廃止は撤回することになった。2021年9月1日からは、平日のみの運行に縮小され、朝夕1本ずつのみの運行（それまでは始発から14時まで灰毛先回り、以降は梅郷十二号緑地先回りとなる）となり、灰毛先回りの便は灰毛始発の便のみの運行となった。「大利根温泉」バス停は、同じ場所にバス停がある野田市まめバスのバス停名称が2024年10月1日から「瀬戸中央」バス停に改名されたため、東武バスの停留所も同日付に改名された。
2025年4月1日からは、平日昼間に梅郷十二号緑地先回り便が1本のみ（灰毛先回り便は廃止）と更に縮小され、前述の富勢方面同様に免許維持路線化された。

#### 柏駅 - 十余二方面
- 柏15 柏駅西口 - 向原住宅 - 三間 - 高田車庫

柏駅から高田車庫に至る出入庫路線。柏駅発着路線の出入庫運用ともなっている。車庫発の一部便は高島屋前 に到着する。
- 柏44 柏駅西口 - 向原住宅 - 三間 - 十余二 - 柏の葉高校前 - 三井ガーデンホテル柏の葉パークサイド前（税関研修所） - 国立がん研究センター

国立がん研究センターまでの速達便とも言えるが、柏の葉公園を周回する西柏01系統の方が運用のメインとなっている。当系統は平日のみ、西柏01系統の一部を差し替える形で運行され、柏駅西口発は朝のみ、柏駅西口行は夕方～夜のみ。
- 西柏01 柏駅西口 - 向原住宅 - 三間 - 十余二 - 柏の葉高校前 - 県民プラザ - 東大西 - 国立がん研究センター
- 西柏01 柏駅西口 - 向原住宅 - 三間 - 十余二 - 柏の葉高校前 - 県民プラザ

平日のみ、県民プラザ行き深夜バスを運行されている。早朝および夜間には県民プラザ発着が設定されており、それ以外の時間帯は国立がん研究センター発着となる。後者は平日日中は一時間に6本（10分間隔）が確保され、柏駅発着の主力路線ともなっている。
- 西柏02 柏駅西口 - 向原住宅 - 三間 - 十余二 - 柏の葉高校前 - 柏の葉公園中央 - 柏の葉キャンパス駅西口

柏の葉高校前までは前述の西柏01系統と全く同じ経路を辿り、そこから別れて柏の葉キャンパス駅に至る。運行間隔は30分 - 60分。
- 西柏05 柏の葉キャンパス駅西口 - 柏の葉公園中央 - 柏の葉高校前 - 十余二 - 高田車庫 柏の葉キャンパス駅発着系統の入出庫を兼ねている系統であり、高田車庫入口〜柏の葉キャンパス駅西口間では前述の西柏02系統と全く同じ経路を辿っている。

#### 柏の葉キャンパス駅 - 国立がん研究センター方面
以下の系統は、市立柏病院系統と違って終日国立がん研究センターを経由する。
- 西柏03 柏の葉キャンパス駅西口 - 三井ガーデンホテル柏の葉パークサイド前（税関研修所） - 国立がん研究センター - 東大西 - 県民プラザ - 柏の葉公園中央 - 柏の葉キャンパス駅西口（柏の葉公園循環。始発から13時台まで三井ガーデンホテル柏の葉パークサイド前（税関研修所）先回り、以降は柏の葉公園中央先回り。）
- 西柏03 柏の葉キャンパス駅西口 - 三井ガーデンホテル柏の葉パークサイド前（税関研修所） - 国立がん研究センター
- 西柏03 柏の葉キャンパス駅西口 - 三井ガーデンホテル柏の葉パークサイド前（税関研修所） - 国立がん研究センター - 東大西
- 西柏03 柏の葉キャンパス駅西口 - 三井ガーデンホテル柏の葉パークサイド前（税関研修所） - 国立がん研究センター - 東大西 - 県民プラザ - 柏の葉高校前 - 十余二

2012年2月5日までは、柏の葉公園循環線として運行していた。翌2月6日からはこの路線の終点が流山おおたかの森駅に変更されたが、約半数の便は折り返し場をもつ東大西発着となる。また、早朝のキャンパス駅行とキャンパス駅発の最終便や、日中に高田車庫への入出庫を兼ねる一部便は十余二発着となる。
2023年11月26日を以って、柏の葉キャンパス駅西口 - 柏特別支援学校入口 - 流山おおたかの森駅東口の便は運行終了（東大西および十余二止まりは運行を継続）。流山おおたかの森駅東口や柏特別支援学校入口を経由する便は、高田車庫発着の西柏13系統が新設された。一方で翌11月27日より、柏の葉公園循環線がおよそ11年ぶりに路線が復活した。引き続き、半数は循環路線、半数は東大西止まりでの運行となり、高田車庫への入出庫を目的とした十余二発着便も設定されている。また、2020年8月のダイヤ改正より、朝夕を中心に国立がん研究センター発着の区間便も運行されている。
- 西柏04 柏の葉キャンパス駅西口 - 三井ガーデンホテル柏の葉パークサイド前（税関研修所） - 国立がん研究センター - 東大西 - 青田 - 江戸川台駅東口

#### 西原線
- 西柏06 江戸川台駅東口 - 西原四丁目 - 西柏台 - 駒木 - 流山おおたかの森駅東口

江戸川台駅より柏市の西原・西柏台地区を経由して、流山おおたかの森駅に至る路線。1時間に1〜3本程度が運行されている。西原地区でやや狭い道路を走るため、原則中型車で運行される。

#### みどり台線
- 西柏10 柏の葉キャンパス駅西口 - 三井ガーデンホテル柏の葉パークサイド前（税関研修所） - 東大西 - 流経大柏高校前 - みどり台中央 - 江戸川台駅東口

同じ柏の葉キャンパス駅 - 江戸川台駅間を走る西柏04系統とは異なり、国立がん研究センターは経由しない。単独区間であるみどり台地区は隘路が続くため、小型車で運行される。

#### SGリアルティ柏線
- 西柏11 柏の葉キャンパス駅西口 - SGリアルティ柏

2012年7月1日運行開始。巨大倉庫であるSGリアルティ柏（住友軽金属工場跡地）への直通便である。途中、柏の葉6丁目（2015年6月まで「キャンパス駅入口」）のみ停車する。所要時間は約8分。

#### GLP ALFALINK流山線
- 西柏12 流山おおたかの森駅西口 - 流山警察署前 - 三輪茂侶神社前 - 下花輪 - GLP ALFALINK流山2 - GLP ALFALINK流山8 - 江戸川台駅西口
- 西柏12 GLP ALFALINK流山2 - GLP ALFALINK流山8 - 江戸川台駅西口

2018年7月2日運行開始。 平日の朝夕（月〜金の祝日を含む）に限り、常磐道流山インター近くのGLP ALFALINK流山2（2021年8月31日までは、「GLP流山Ⅰ」バス停と呼称）まで直通バスを運行する。2021年12月1日からは、更にGLP ALFALINK流山8へ路線延長され、2023年7月に「GLP ALFALINK流山4」、「GLP ALFALINK流山5」停留所が追加され、2023年12月25日のダイヤ改正で江戸川台駅へ延長された。全線の所要時間は約40分。流山おおたかの森駅西口 - GLP ALFALINK流山2間は2往復のみの運行となっている。なお、江戸川台駅への延長時に、既存区間の経路が一部変更され、運行経路上にある西初石交差点〜下花輪間の各停留所に停車するようになったが、経路上であっても京成バスの「中花輪」「桐ヶ谷」「北部中学校［流山市］ 」の各バス停には停車しない。なお、GLP ALFALINK流山8〜江戸川台駅西口間の一部で隘路を走行している関係で、現在では原則中型車で運行されている。

#### 柏特別支援学校線
- 西柏13 高田車庫 - 柏特別支援学校入口 - 駒木 - 流山おおたかの森駅東口

2023年11月26日に、西柏03系統のうち柏特別支援学校入口 - 流山おおたかの森駅東口間が廃止されたことを受け、この部分の区間便として新設。運行本数は流山おおたかの森駅東口発は平日4本・土休日1本、高田車庫発は平日5本・土休日2本となっており、流山おおたかの森駅東口発は朝〜昼のみ、高田車庫発は昼〜夕方のみの運行となっている。西柏06系統の入出庫便として運用されるため原則中型車で運用されている。

### 流山ぐりーんバス
- 江戸川台東ルート
  - 江戸川台駅東口 - 東深井小学校前 - TBSやよい団地 - 老人福祉センター入口 - 江戸川台駅東口[循環]
  - 江戸川台駅から東深井地区を循環する系統。
- 西初石ルート
  - 流山おおたかの森駅西口 - 流山郵便局前 - 若葉台 - コミュニティプラザ前 - 流山おおたかの森駅西口[循環]
  - 流山おおたかの森駅西口から西初石・若葉台・流山おおたかの森高校・大畔方面を経由し、流山おおたかの森駅西口に戻ってくる循環系統。流山おおたかの森駅西口発13時45分まではコミュニティプラザ前先回り、14時15分以降は流山郵便局前先回りとなる。
- 美田・駒木台ルート
  - 流山おおたかの森駅東口 → 県民プラザ前 → 青田東 → 駒木台中央 → 流山おおたかの森駅東口（循環・ - 13時40分）
  - 流山おおたかの森駅東口 → 駒木台中央 → 青田東 → 県民プラザ前 → 流山おおたかの森駅東口（循環・14時20分 - ）
    - 流山おおたかの森駅東口発13時40分までは県民プラザ前先回り、14時20分以降は駒木台中央先回りとなる。平日の始発便は青田東始発となっている。
    - 2009年3月1日 新設[25]
    - 2024年4月1日 流山おおたかの森駅西口発着から流山おおたかの森駅東口発着に変更。[26][27]
- 松ヶ丘・野々下ルート(京成バス松戸営業所との共同運行)　
  - 流山おおたかの森駅西口 - 豊四季駅南口 - 豊四季第一公園 - 松ヶ丘5丁目 - 名都借 - 南柏駅西口　
  - 松ヶ丘6丁目→名都借→南柏駅西口（平日のみ）
  - 南柏駅西口→名都借→松風自治会集会所前（土休日のみ）
  - 流山おおたかの森駅西口 - 豊四季駅南口 - 長崎小学校入口 - 豊四季第一公園（平日のみ）
    - 2013年6月3日新設、同年6月2日まで東武バスイーストが担当していた「松ヶ丘ルート」と、京成バスが担当していた「野々下・八木南団地循環ルート」を統合したもの。早朝・夜間に限り、豊四季第一公園・松ヶ丘6丁目・松風自治会集会所前停留所発着の区間便が設定されている。

### 高速バス
- 柏駅西口 - 向原住宅 - 三間 - 柏の葉キャンパス駅西口 - 国立がん研究センター・流山おおたかの森駅西口 - 羽田空港 （京浜急行バス新子安営業所との共同運行）
柏駅と羽田空港を結ぶ空港リムジンバス。なお、2010年10月21日に羽田空港国際線ターミナル乗り入れを行ったのを機に、これまでの「柏の葉公園中央」バス停経由から、柏の葉キャンパス駅経由に変更した。

### 深夜急行バス
平日（一部期間除く）の深夜に、都心と常磐線沿線を結ぶ路線を運行している。（ここでは主な停留所のみ記載）
- ミッドナイトアロー柏・我孫子
有楽町マリオン前 - 上野駅（上野公園山下バス停） - 三郷駅北口 - 流山駅前 - 流山おおたかの森駅入口 - 豊四季駅前 - 柏駅西口 - 柏の葉キャンパス駅東口 - ライフタウン中央 - 北柏駅入口 - 我孫子駅北口
有楽町マリオン前、上野駅は乗車のみ。その他のバス停は降車のみの扱い。
  - 2020年以降、新型コロナウイルスの影響で長期運休中。[28]

## 廃止路線
ここでは主な路線のみ記載する。以下は停留所名が変更になっているため、現在の停留所名とは異なっている。
- 「国立がんセンター」→「国立がん研究センター」
- 「柏の葉公園」→「県民プラザ」
- 「税関研修所」→「三井ガーデンホテル柏の葉パークサイド前（税関研修所）」

高速路線
- 東京駅 - 江戸川台駅 （2001年11月 - 2006年2月：JRバス関東との共同運行）
- 柏駅西口 - 柏の葉キャンパス駅西口 - あみプレミアム・アウトレット（臨時、2011年12月7日（アウトレットの第2期増設プレオープン）より運行されていたが、2013年以降は運行されていない）
- 柏の葉キャンパス駅西口 - 三井ガーデンホテル柏の葉パークサイド前（税関研修所） - 国立がん研究センター - 東京駅（定期便としては2021年10月 - 2022年9月）
2021年10月1日に、当営業所および京成バス奥戸営業所、ジェイアールバス関東土浦支店との共同運行で、国立がん研究センター - 柏の葉キャンパス駅西口 - 流山おおたかの森駅西口 - 東京駅を結ぶ路線として運行開始。柏の葉地区などを結ぶ路線であるが、2006年までは後述する江戸川台駅・柏の葉地区と東京駅を結ぶバスが運行されていたため、およそ15年ぶりの柏の葉地区と東京駅を結ぶ高速バスである。2022年から開始されたジャパンラグビーリーグワン（旧：ジャパンラグビートップリーグ）において、NECグリーンロケッツ東葛の本拠地である柏の葉公園総合競技場で試合が行われる場合は、臨時バスが運行されている。しかしラグビー開催時を除けば利用が低迷しており、運行開始から僅か半年後の2022年5月16日より、大幅に運行本数削減されることになった[29]。東京駅行きは昼間の1本のみ（当営業所運行）、東京駅発は夕方から夜間の4本（当営業所、京成バスが各2本）の合計5本のみとなる。あわせて、ジェイアールバス関東は当路線から撤退した。更に、同年9月30日で路線自体が廃止されることになり、定期便としては僅か1年間の運行となった[30]。
定期運行終了後も当営業所単独で、ラグビー開催時のみの臨時便として運行継続していたが、ラグビーに特化した利用のため停車するバス停は柏市内の3箇所のみに絞られた[31]。しかし、2022 - 2023シーズンにおいてNECグリーンロケッツ東葛がDIVISION2降格となり、2023年春で運行を終了した。

一般路線
下記のうち、西柏07・南流01・南流02系統は元々西柏営業事務所単独の路線であったが、2011年10月1日より東武バスセントラル吉川営業所との共同運行となり、2012年7月1日より吉川営業所単独路線となった。
- 柏03 柏駅西口 - 北柏駅入口 - 布施入口 - 花野井木戸 - 小青田 - 大利根温泉 - 灰毛 - 木野崎入口 - 大殿井 - 中根 - 野田市駅 - 下町 - 愛宕駅 - 野田市駅
- 柏16（初代） 柏駅西口 - 北柏駅入口 - 布施入口 - 花野井木戸 - 小青田 - 大利根温泉 - 灰毛 - 電建第一住宅 - 大殿井 - 中根 - 野田市駅 - 下町 - 愛宕駅 - 野田市駅
- 柏駅〜野田市駅は柏地区の路線バスでも最初期に開業した路線だが、柏03の野田市駅行きは野田出張所廃止と同時に廃止され、初代柏16もつくばエクスプレス開業により廃止され、野田市駅には東武バスが乗り入れなくなった。
- 西柏02（初代）柏駅西口 - 向原住宅 - 三間 - 十余二 - 柏の葉高校前 - 税関研修所 - 国立がんセンター - 東大西 - 青田 - 江戸川台駅
- 西柏03（初代） 国立がんセンター - 東大西 - 青田 - 江戸川台駅
- 西柏03 （3代目）柏の葉キャンパス駅西口 - 三井ガーデンホテル柏の葉パークサイド前（税関研修所） - 国立がん研究センター - 東大西 - 県民プラザ - 柏の葉高校前 - 十余二 - 柏特別支援学校入口 - 流山おおたかの森駅東口
2023年11月26日廃止。西柏03系統は柏の葉公園循環線に再び戻された。なお、柏特別支援学校入口 - 流山おおたかの森駅東口間は、翌11月27日より西柏13に再編[19]。
- 西柏07 流山おおたかの森駅西口 - 流山警察署前 - 三輪茂侶神社前 - 下花輪 - クリーンセンター：おおたかの森駅からクリーンセンターへ向かう路線。2012年7月より東武バスセントラル吉川営業所へ移管。なお、おおたかの森駅〜下花輪間は2023年12月より西柏12系統が経由するようになった。
- 柏07（初代）柏駅西口 - 豊四季駅 - 流山駅東口
- 柏07（2代目）南柏駅西口 - 八木中学校前 - 流山セントラルパーク駅 - 流山駅東口
  - 南柏駅から前ヶ崎・八木中学校前・流山セントラルパーク駅を経由し、流山駅へ至る路線。南柏駅西口〜前ヶ崎城址公園間では西柏08系統と、八木中学校前〜流山駅東口間では柏06系統と経路が重複しており、柏07系統単独の停留所は存在しなかった。かつての柏07系統は1日10往復以上あったのだが、西柏08系統の新設により大幅に減便（1日1往復のみの運行）となり、2024年11月17日をもって運行終了（廃止）となった。それにより、柏06系統と共通区間である八木中学校前〜流山駅東口間では運行本数が1日5往復から1日4往復に減便された。[9][11]
- 柏08（初代）柏駅西口 - 南柏駅西口 - 豊四季駅 - 初石駅
- 柏10（初代） 柏駅西口 - 南柏駅西口 - 豊四季駅 - 流山駅東口
- 豊四季駅を経由する路線（特に初代柏07）は、柏地区の路線バスでも最初期に開業した路線だが、つくばエクスプレスが開業したのと同時に廃止され、柏駅〜流山駅の路線は八木中学校前・芝崎経由の柏06系統のみとなった。ちなみに、2013年より、流山ぐりーんバスの松ヶ丘・野々下ルートが新設され、同路線が豊四季駅南口に乗り入れているため、コミュニティバスという形ではあるが、2005年以来8年ぶりに豊四季駅に東武バスが乗り入れるようになった。なお、2024年11月17日の運行を持って、2代目柏07系統 (南柏駅西口 - 八木中学校前 - 流山セントラルパーク駅 - 流山駅東口線)が廃止された。[11]
- 北柏02 北柏駅 - ライフタウン中央 - 花野井木戸 - 東急柏ビレジ : つくばエクスプレス開業と同時に廃止。
- 北柏03 北柏駅 - 向山 - パークシティ守谷（関東鉄道との共同運行）： 2002年4月1日、阪東自動車へ移管。移管後は、系統番号の案内が無くなり、バス共通カードの利用も、一切不可となった。2005年10月31日を以て、阪東自動車が共同運行から撤退したため、関東鉄道単独運行系統となったが、2010年1月1日付で廃止された。
- 北柏04 北柏駅 - 戸頭団地西 - パークシティ守谷（関東鉄道との共同運行）： 2002年4月1日、阪東自動車へ移管。移管後は、系統番号の案内が無くなり、バス共通カードの利用も、一切不可となった。2005年10月31日を以て、阪東自動車が共同運行から撤退したため、関東鉄道単独運行系統となったが、2010年1月1日付で廃止された。
- 南流01 南流山駅 - 平和台駅前 - 流山市役所入口 - 下花輪 - クリーンセンター：2005年3月新設。[34]2012年7月に東武バスセントラル吉川営業所へ移管。
- 南流02 南流山駅 - 平和台駅前 - 流山市役所入口 - 三輪茂侶神社前 - 流山警察署前 - 流山おおたかの森駅西口：2007年新設。2012年に東武バスセントラル吉川営業所へ移管。
- 西柏09 南流山駅 - （鰭ヶ崎・宮園循環） - 南流山駅[10]：2014年10月19日、南流山駅 - 流山セントラルパーク駅線新設に伴い廃止。
- 下記の北柏01（北柏ライフタウン循環）は、全て2021年9月1日に東武バスイースト沼南営業所へ移管
  - 北柏01 北柏駅 → 北柏ライフタウン → 松葉中学校前 → 松葉町七丁目 → ライフタウン中央 → 北柏駅 （北柏ライフタウン循環・ - 14時）
  - 北柏01 北柏ライフタウン → 松葉中学校前 → 松葉町七丁目 → ライフタウン中央 → 北柏駅 （北柏ライフタウン循環・ - 14時）
  - 北柏01 北柏駅 → 北柏ライフタウン → 松葉中学校前 → 松葉町七丁目 （北柏ライフタウン循環・ - 14時）
  - 北柏01 北柏駅 → ライフタウン中央 → 松葉町七丁目 → 松葉中学校前 → 北柏ライフタウン → 北柏駅 （北柏ライフタウン循環・14時 - ）
  - 北柏01 ライフタウン中央 → 松葉町七丁目 → 松葉中学校前 → 北柏ライフタウン → 北柏駅 （北柏ライフタウン循環・14時 - ）
  - 北柏01 北柏駅 → ライフタウン中央 → 松葉町七丁目 → 松葉中学校前 → 北柏ライフタウン （北柏ライフタウン循環・14時 - ）
- 柏13 灰毛 → 木野崎入口 → 電建第一住宅 → 野田梅郷住宅入口 → 二ツ塚 → ショッピングセンター前 → 梅郷十二号緑地 → 瀬戸中央 → 柏たなか駅西口 （2025年3月31日まで、平日朝に1便のみ運行）

野田出張所管轄路線
- 北01 野田市駅 - 愛宕駅 - 下町 - 十一軒入口 - 松伏 - 赤岩入口 - 花田一丁目 - 大沢四丁目 - 北越谷駅 ： 茨城急行自動車へ移管（現在のND12）。
- 北02 野田市駅 - 愛宕駅 - 欅のホール - 中野台 - 十一軒入口 - 松伏 - 赤岩入口 - 花田一丁目 - 大沢四丁目 - 北越谷駅 ： 茨城急行自動車へ移管（現在のND11）。
- 野01 市役所 - 中根 - 野田市駅 - 下町 - 中野台 - 中央出張所前（現：欅のホール） - 愛宕駅 - 市役所 （1993年7月26日 - 1997年9月30日：野田市内循環。外回り（野田市駅先回り）・内回り（愛宕駅先回り）があった。）
- 野01 野田市駅 - 下町 - 中野台 - 中央出張所前（現：欅のホール） - 愛宕駅 - 市役所 （1993年7月26日 - 1997年9月30日：野田市内循環の出入庫系統）
- 野07 野田市駅 - 愛宕駅 - 下町 - 梅郷駅入口 - 運河駅入口 - 香取神社 - 下花輪 - 流山市役所 - 流山駅 ： 茨城急行自動車へ移管され、後に廃止。
- 野08 北越谷駅 - 大沢四丁目 - 花田一丁目 - 赤岩入口 - 松伏 - 十一軒入口 - 中野台 - 欅のホール - 愛宕駅 - 中根 - 紫ゴルフ場
- 野10 梅郷駅 - 野田梅郷住宅入口 - 二ツ塚 - ショッピングセンター前 - 野田梅郷住宅： 茨城急行自動車へ移管（現在のUS11）。

深夜急行バス
- ミッドナイトアロー柏（ - 2010年7月2日）：有楽町マリオン - 柏駅西口までは上記「ミッドナイトアロー柏・我孫子」と同ルート。柏駅西口から北柏ライフタウン、東急柏ビレジ第2へ向かうルートだった。
- ミッドナイトアロー アーバンパークライン野田（2014年12月18日 - 2020年6月30日）[35]
柏駅西口 - 流山おおたかの森駅東口 - 江戸川台駅西口 - 運河駅入口 - 野田下町（野田市の中心部） - 清水公園駅入口 - 七光台駅 - 川間駅南口
柏駅西口と流山おおたかの森駅東口のみ乗車可能（流山おおたかの森駅東口は降車も可能）。その他のバス停は降車のみの扱い。

自治体コミュニティバス
- ぐ01 南柏駅西口 - 名都借 - 松風自治会集会所前 - 名都借 - 南柏駅西口 （松ヶ丘ルート）：2013年6月3日の「松ヶ丘・野々下ルート」開設で朝のみの運行へ大幅減便され、2018年3月31日の運行分をもって、「松ヶ丘・野々下ルート」へ統合され、松ヶ丘ルートは廃止された。[36]

## 車両
所属車両のナンバーについて
2006年10月10日の柏ナンバー（ご当地ナンバー）の供用開始により、西柏営業事務所に入る新車・転入車は柏ナンバーで登録されている。
以前は習志野ナンバーで、野田ナンバーに分割された当初はほとんど増備がなく分類番号2桁の車両は少なかった。なお、野田ナンバーの車両は2024年3月をもって全車引退した。
野田出張所には最後まで野田ナンバーの車両はなかったが、茨城急行自動車へ移管後に野田ナンバーへ変更された。
在籍する車両および車両の運用について
三郷・吉川・西柏・沼南の各営業所は2024年現在、いすゞ車が指定車種とされている。西柏営業事務所に在籍する車両の大半はいすゞ車だが、小型車などで一部日野車も在籍している。なお、西柏営業事務所に在籍する車両は、2024年現在、ワンステップバスとノンステップバスの両方が在籍している。

大型車
下記に記載のない路線で運用される。
中型車
西柏06、12、13系統では、一部区間で道幅が狭いところを通る関係で中型車が使用されている。なお、当営業所の中型車は先述の南流山線の吉川営業所への移管で在籍数が大幅に減少し、2024年現在では6台のみ在籍（社2837、2856、2882、6048、6049、6051号車）となっている。
小型車
西柏08・09・10系統と、流山ぐりーんバスでは、住宅地などの狭隘道路を経由するため小型車で運用される。